# Parodia rechensis
Parodia rechensis é uma espécie de planta do gênero Parodia da família dos cactos (Cactaceae).  
O epíteto específico rechensis refere-se à ocorrência da espécie no povoado de Ana Rech no Rio Grande do Sul, Brasil. 
Na Lista Vermelha de Espécies Ameaçadas da IUCN, a espécie é classificada como criticamente ameaçada.

## Sistemática
A primeira descrição como Notocactus rechensis por Albert Frederik Hendrik Buining foi publicada em 1968.  Fred H. Brandt colocou as espécies no gênero Parodia em 1982.  Os sinônimos nomenclaturais são Brasiliparodia rechensis  (1979) e Brasilicactus rechensis  (1999, nome incorreto ICBN -Artigo 11.4? ).

## Distribuição
A espécie é encontrada no estado brasileiro de Rio Grande do Sul. Em termos ecológicos, é encontrada no domínio fitogeográfico de Mata Atlântica, em regiões com vegetação de vegetação sobre afloramentos rochosos.

## Forma de vida
É uma espécie rupícola, herbácea e suculenta. 

## Descrição
A Parodia rechensis geralmente se ramifica da base e, portanto, forma grupos. Os brotos verdes esféricos a cilíndricos curtos atingem alturas de até 7 Centímetros e diâmetro de 3,5 a 5 Centímetro. O ápice do caule é coberto de espinhos. os cerca de 18 Costelas são geralmente verticais ou ligeiramente tortas. As aréolas têm lã branca e depois ficam nuas. Um dos três a quatro espinhos centrais amarelo-escuros se projeta, os outros se projetam lateralmente. Eles têm um comprimento de até 1 centímetros para cima. A maioria dos quatro a seis espinhos radiais brancos a amarelados são 6 a 7 milímetros de comprimento. Às vezes, espinhos e espinhos adicionais estão presentes.
As flores amarelas atingem um diâmetro de 3 a 3,5 centímetros e comprimentos de até 3 centímetros. Seu pericarpelo e tubo floral são cobertos por escamas vermelhas, lã branca e cerdas brancas. O seu estigma é branco cremoso. Os frutos esféricos vermelhos têm um diâmetro de 6 a 7 milímetros. Os frutos contêm uma semente em forma de boné, com aproximadamente 1 milímetro.
| Caule            | Caule                  |
| ---------------- | ---------------------- |
| planta           | agrupada               |
| porte            | pequeno                |
| caule            | globoso/cilíndrico     |
| costela          | inconspícua            |
| aréola           | distinta               |
| espinho          | delicado alvo          |
| espinho central  | presente ereto curto   |
| Inflorescência   |                        |
| floração         | apical                 |
| Flor             |                        |
| tricoma          | branco abundante/pouco |
| cor              | amarela                |
| pétala com ápice | agudo                  |
| margem           | inteira                |
| estigma          | alvo ou amarelado      |
| Fruto            |                        |
| pericarpo        | suculento              |
| cor              | vermelho               |
| Semente          |                        |
| célula da testa  | desconhecido           |
| cor              | desconhecido           |